# Brevitibius bulbiferans
Brevitibius bulbiferans är en mångfotingart som beskrevs av Niels Krabbe 1982. Brevitibius bulbiferans ingår i släktet Brevitibius och familjen Spirostreptidae. Inga underarter finns listade i Catalogue of Life.